# چرخ (فیلم ۱۹۲۳)
چرخ (فرانسوی: La Roue‎) یک فیلم صامت درام به کارگردانی ابل گانس محصول سال ۱۹۲۳ است. از بازیگران آن می‌توان به آیوی کلوس اشاره کرد. فیلم به لحاظ استفاده از ریتم سریع و تکنیک‌های نورپردازی از آثار انقلابی دورهٔ خود به‌شمار می‌رود.